# Masaran (Tragah)
Masaran is een bestuurslaag in het regentschap Bangkalan van de provincie Oost-Java, Indonesië. Masaran telt 930 inwoners (volkstelling 2010).